# 李纯朴
李純（1531年—1579年），字文伯，號懷野，四川省重慶府合州定遠縣（今武胜县）人，民籍。

## 生平
治《易經》，六月十五日生，行二，年十八，补弟子员。由縣學生中式辛酉科四川鄉試第七名舉人，會試中式第一百三十三名。年三十五歲中式嘉靖四十四年（1565年）乙丑科第三甲第二百九十六名進士。吏部观政，奉使宁夏，便道回乡省亲，尋丁母憂。服闋，隆慶三年（1569年）四月选授刑部主事，四年八月以才调户部，监通州仓，十二月改任广西道御史，差巡按广西，六年七月降宁羌州判官，万历元年（1573年）正月升监利知县，建大观书院，置书千卷。萬曆三年二月京考致仕。享年四十九岁，著有《怀野文集》、《奏议》、《山居录》、《列仙咏》。

## 家族
曾祖李永寧，知府；祖李口〔口㝵〕，壽官贈戶部郎中；父李邦表，進士、運使；嫡母曹氏（封宜人）；生母王氏。慈侍下。妻龔氏（龔鍾曾孙女）。兄鯤默；純心；守一，弟純健（庠生）。